# Opolonske, Bahmaci
Opolonske (în ucraineană Ополонське) este un sat în comuna Kurin din raionul Bahmaci, regiunea Cernihiv, Ucraina.

## Demografie
Componența lingvistică a localității Opolonske
     Ucraineană (100%)
Conform recensământului din 2001, toată populația localității Opolonske era vorbitoare de ucraineană (100%).